# Q hameçon palatal
q̡, appelé q hameçon palatal ou q crochet palatal, est une lettre latine utilisée auparavant dans l'alphabet phonétique international, rendu obsolète en 1989, lors de la convention de Kiel. Elle est composée d’un q diacritée avec un crochet palatal.

## Utilisation
Le q hameçon palatal a été utilisé par quelques auteurs dans la transcription de langues caucasiennes avec l’alphabet phonétique international, par exemple par J. C. Catford (en) pour l’abkhaze, par exemple dans la transcription [ad͜͏̥bq̡àʃːᶟrɛ], ou Michael Job (de) pour le lezghien.
En 1989, après la conférence de Kiel, le crochet palatal est remplacé par la lettre j en exposant et le symbole  est remplacé par ‹ qʲ ›.

## Représentations informatiques
Le q crochet palatal n’a pas été codé avec son propre caractère, comme certains autre symboles avec un crochet palatal, mais peut être représenté approximativement avec les caractères Unicode suivants : 
- décomposé et normalisé NFD (Alphabet phonétique international, diacritiques) :

| formes    | représentations | chaînes de caractères | points de code | descriptions                                           |
| --------- | --------------- | --------------------- | -------------- | ------------------------------------------------------ |
| minuscule | q̡               | q◌̡                    | U+0071 U+0321  | lettre minuscule grecque q diacritique crochet palatal |